# アニソンぷらす
『アニソンぷらす』は、テレビ東京で2008年7月から2013年3月まで放送されていたアニメやアニメソング系の情報番組。2010年4月から12月までは『アニソ〜ンぷらす』の番組名で放送していたこともあった。
テレビ東京のアニメ専門モバイルサイト「あにてれ もばいる」と連動していたため、番組名の頭には「あにてれ Presents」が入っていた。また、番組のロゴは「アニソンぷらす+」となっているので、ウェブサイトなどでは「+」付きで表記されていることもあった。

## 概要
毎週放送される番組のナレーションは、声優またはアニソン歌手が務めており、ツッコミのようなナレーションが入ることもあった。番組開始当初は15分枠放送だったが、2008年10月6日から30分枠放送になった。開始当初から他地域の系列局では放送されていなかったが、2010年3月30日からびわ湖放送（独立局。以下“BBC”）でネットを開始。同年11月には本番組で良くオープニングテーマを歌う小桃音まいとLegend Of Faceの桃知みなみ両名がBBCを表敬訪問。BBC局舎がある大津市の大津パルコでミニコンサートイベントを行った。
ハイビジョン制作ではあるものの、かつては原則画面比率4:3の収録であるため、地上デジタル放送では両サイドに番組オリジナルのパネルが装飾されており、2010年6月までは地上アナログ放送の場合はサイドカット形式だった。2010年7月5日から、地上デジタル放送への完全移行を前提に、アナログ放送の全番組が画角16:9のレターボックス放送に移行したため、2010年7月19日まで両サイドのパネルを表示されたいわゆる超額縁放送となっていたが、2010年7月26日放送分から本格的にハイビジョン収録に移行となった。
本放送終了後すぐに公式サイトにて動画ページへの配信リンクが掲示されていたが、その配信版では『NARUTO -ナルト- 疾風伝ぷらす』のコーナーがカットされていたり、BGMが本放送版とは違う物になっていたりしており、また諸般の事情により配信自体されない回もあった。
2010年3月で『アニソンぷらす』としての放送を終了し、同年4月から『アニソ〜ンぷらす』としてリニューアル。2011年1月3日の『アニソンぷらすLIVE2011』から「アニソ〜ン」から再び「アニソン」に戻った。
2013年3月18日放送分のエンディングにて翌週3月25日放送分をもって終了することを発表。番組開始から4年9か月の歴史に幕を閉じることになった（番組内では「一旦終了」といったアナウンスがされていたが、Twitterでは「リニューアルするわけでもなく完全に終了です」と綴られていた）。

## 放送日
| 放送地域   | 放送局     | 放送期間                      | 放送日時           | 放送系列       | 備考        |
| ---------- | ---------- | ----------------------------- | ------------------ | -------------- | ----------- |
| 関東広域圏 | テレビ東京 | 2008年7月7日 - 2013年3月25日  | 月曜 27:20 - 27:50 | テレビ東京系列 | [ 注釈 4 ]  |
| 日本全域   | 公式サイト | 2008年7月7日 - 2013年3月25日  | 本放送終了後       | ネット配信     | [ 注釈 5 ]  |
| 滋賀県     | びわ湖放送 | 2010年3月30日 - 2013年4月27日 | 土曜 26:55 - 27:25 | 独立局         | 約1か月遅れ |

## コーナー
番組の放送内容としては、公式サイトでも毎週掲げられるメインゲストの登場するコーナー（本編とする）が中心となるが、その間にアイキャッチを挟んで放送される小コーナーも存在した。これらの役割としては主に最新情報の紹介などの宣伝に相当した。その詳細は以下の通り。

### 主なコーナー
アイキャッチ
本編放映中、別コーナー（宣伝）に突入する際や、CMに入る前に挟んで、その回に収録したVTRを流しつつ字幕とナレーションで宣伝/CM明けの放送内容について予告する形式は従来のままであるが、2009年5月11日放送分でゲストのangelaが数パターンのジングルを製作してからは、それらがBGMとして流れる形となった。
NARUTO -ナルト- 疾風伝ぷらす
『NARUTO -ナルト- 疾風伝』の関連情報コーナー。テレビ放送版のみで、配信版には含まれていなかった。
アニぷら（アニソンぷらす）ニュース
「最新の情報をお届けする」コーナー。アニメ・映画・音楽・LIVE情報など、アニメに関連する最新情報を紹介したり、（メインゲストとは別に）ゲストを呼んだりすることもあった。アイキャッチ後のCMが終わった後にモバイルサイトの紹介をする「（アニソンぷらす）モバイルニュース」も別にある。通常のアニぷらニュースは配信版には含まれないこともあった。
原由実のハラハラ90秒
2012年、アニソンぷらすが放送5周年目を迎えるにあたって、同年7月9日放送分から新コーナーとしてスタートし、3月25日放送分最終回まで毎週放送。タイトル通り、声優の原由実が新作のゲーム、アニソンなどの情報を90秒で紹介するといった内容で、「アニぷらニュース」とは別枠で放送されていた。3月18日放送分では通常のコーナーとは別に、本編でこの月のナレーターも務める今井麻美との「イマハラ900秒（15分間）」のコーナーも行われた。
ナレーターからの「ヒトコト!」

### 過去のコーナー
10の質問 ザ・教えテン
ゲストにさまざまなことを聞く。一問一答形式で質問をする前半と、その質問の答えについて解説してもらう後半にわかれていた。
どこ撮ってんの!? ワタシ通信
ゲストに携帯電話で写真を撮ってきてもらいプライベートな話をしてもらう。
腐男塾3腐ん劇場
腐男塾による3分間の寸劇。テレビ放送版のみで、配信版には含まれていない。現在ではこのコーナーはなく、風男塾がゲスト出演した2012年5月27日放送分でも行われなかった。
?クイズ? ○○○
「10の質問 ザ・教えテン」をプチリニューアルしたもの。早押しクイズ形式で一問一答してもらい、答えのすぐ後に解説してもらうようになった。
新米AD久保田が行く
新米ADの「久保田」があちこちのイベントなどに潜入し、イベントレポートを行う。
サトリーヌ・FUJIWARAのアニぷら占い
占い師サトリーヌ・FUJIWARAがゲストの悩みに占いで答える。
あにてれもばいるぷらす着うたフルダウンロードランキング
あにてれもばいるぷらすで配信中の着うたフルのダウンロードランキングTOP10を紹介する。
数週に渡って連続で1位となっていたIOSYSの『ひれ伏せ愚民どもっ!』が2009年2月16日放送分で番組初の「殿堂入り」となり、以後の週ではランキング対象外となった。

## Legend Of Face
第30回（2009年2月2日放送）にて番組側がmikoとティッシュ姫と桃知みなみによる顔出しNGの覆面バンドを作るという企画を持ち出して結成されることになった。デビューシングルLove & Faceがドワンゴ・エージー・エンタテインメントから発売されている。ニコニコ動画にmikoと桃知とティッシュ箱がLove & Faceを宣伝する動画がある。Love & Faceはティッシュ姫が作曲しmikoが作詞した。3人のうち2人がしゃべれなかった。番組やHPで2ndシングルにむけての新メンバー募集を告知して、第72回（2009年11月30日放送）にてERICA、Gペンが加わることになった。相変わらずメンバーは変り種ばかりであった。公式サイトがアニソンぷらすのサイト内に作成された。2010年1月には公式ブログも出来、ブログにはすべてのメンバーの記事がある。2月途中からコメント機能がついた。

### メンバー
ティッシュ姫
ニコニコ動画でコスプレをしてベースを演奏する動画をあげて話題になった。バンドのリーダー。ベース、作曲担当。キュウリが嫌いらしい。いつも風邪をひいた時にするマスクをしていて、のどの調子が悪いらしく声が出せない。
miko
同人音楽の世界で活躍している歌い手。メインボーカル、作詞担当。
桃知みなみ
アニメちっくアイドル。喋れないものの動きで場を盛り上げる。ギター、コーラス、作詞担当。そして広報も担当している。ティッシュ姫と同じく声が出せない。
ERICA
第72回（2009年11月30日放送）でメンバーに加わった。特技は歌でロリータ・ファッションをしている。実は絵がうまい。ボーカル担当。2010年の成人式に出たという。
Gペン
第72回（2009年11月30日放送）でメンバーに加わった。特技は絵を描くことで実は某雑誌に執筆中の漫画家である。コーラス、キーボード担当。

### 出演情報
2009年7月31日、ニコニコ動画の「アイパイ★ちゃんねる」生放送にmiko、ティッシュ姫、桃知が出演。Animelo Summer Live 2009の2日目の8月23日、けやきひろばで開かれた野外イベントのDAGE ライブ ステージで初ライブを行った。2009年12月19日、秋葉原石丸ソフト本館 7Fホールにて開かれたBinaryMixx Records インストアライブ -2009Xmas-に出演した。「アニソンぷらす ライブ初挑戦SP」にも出演。ライブでは仮面をつけていて独特の雰囲気をかもし出していた。
| 放送回 | 放送日         | 概要 |
| ------ | -------------- | --- |
| 第30回 | 2009年2月2日   | アニソンぷらす内で、mikoとティッシュ姫と桃知による顔出しNGの覆面バンド企画が立ち上がる。                            |
| 第34回 | 2009年3月2日   | 覆面バンドの名前がLEGEND OF FACEに決定。同時にリーダーのティッシュ姫が作ったデビュー曲の名称がLove & Faceに決まる。 |
| 第72回 | 2009年11月30日 | 新メンバーがERICA、Gペンの2人に決定。                                                                               |

### CD
Love & Face
2009年7月29日発売。
The first snow
2010年1月27日発売。

## 番組ナレーションと主題歌

### 2008年
| 月   | ナレーション | オープニングテーマ                    | エンディングテーマ           |
| ---- | ------------ | ------------------------------------- | ---------------------------- |
| 7月  | 野中藍       | 「いじわる Crazy love」THE ポッシボー | 「RIOT GIRL」平野綾          |
| 8月  | miko         | 「いじわる Crazy love」THE ポッシボー | 「RIOT GIRL」平野綾          |
| 9月  | 白石涼子     | 「いじわる Crazy love」THE ポッシボー | 「RIOT GIRL」平野綾          |
| 10月 | 小林ゆう     | 「Black out」GRANRODEO                | 「INTENTION」鈴村健一        |
| 11月 | 神谷浩史     | 「Black out」GRANRODEO                | 「I my me」堀江由衣          |
| 12月 | 新谷良子     | 「Black out」GRANRODEO                | 「イ〜じゃナイ!?」下川みくに |

### 2009年
| 月   | ナレーション | オープニングテーマ                                                 | エンディングテーマ                                              |
| ---- | ------------ | ------------------------------------------------------------------ | --------------------------------------------------------------- |
| 1月  | 近藤隆       | 「だってあなたはあなただから」野中藍                               | 「Voyager Train」茅原実里                                       |
| 2月  | 下川みくに   | 「Eternal Snow」榊原ゆい                                           | 「MARCHING MONSTER」新谷良子                                    |
| 3月  | 河西智美     | 「Shining Blue Rain」今井麻美                                      | 「brand new day」FOTP                                           |
| 4月  | 高垣彩陽     | 「ルミナスの泉」アフィリア・サーガ・イースト                       | 「Drive me crazy」BLACK VELVET                                  |
| 5月  | 入野自由     | 「time〜僕らがまだ知らないチカラ〜」宮崎羽衣                       | 「贅沢な朝」平川大輔                                            |
| 6月  | 榊原ゆい     | 「Silky Rain」榊原ゆい                                             | 「ミトコンドリア」鈴村健一                                      |
| 7月  | 豊崎愛生     | 「Edge of the Destiny」零彗（谷山紀章） & ルシフェル（加藤英美里） | 「First Pain」石川智晶                                          |
| 8月  | 広橋涼       | 「テニプリっていいな」許斐剛                                       | 「強き者よ」SKE48                                               |
| 9月  | 金田朋子     | 「キンモクセイ」小野大輔                                           | 「メタリックドール」コスメティックロボット                      |
| 10月 | 田村ゆかり   | 「The whole world」鈴村健一                                        | 「完璧ぐ〜のね」渡り廊下走り隊                                  |
| 11月 | 竹達彩奈     | 「男女」太郎 with ベッキー・クルーエル                             | 「みんなみくみくにしてあげる」MOSAIC.WAV×鶴田加茂 feat.初音ミク |
| 12月 | 杉田智和     | 「雪」LOOZ                                                         | 「PHANTOM」斎賀みつき feat.JUST with 浪川大輔                   |

- 1月12日：市瀬秀和
- 5月5日：白石涼子
- 6月22日：高垣彩陽
- 6月29日：俺たちは天使だ! 直前スペシャル（通常放送のコーナーは休止）

### 2010年
| 月   | ナレーション | オープニングテーマ                | エンディングテーマ                                                  |
| ---- | ------------ | --------------------------------- | ------------------------------------------------------------------- |
| 1月  | 高橋美佳子   | 「虹のラプソディー」長嶋はるか    | 「みんなのうた」野中藍                                              |
| 2月  | 悠木碧       | 「閃光の瞬き」Crush Tears         | 「翼をください」ベッキー・クルーエル feat. クルーエル・エンジェルス |
| 3月  | 小野大輔     | 「さくら、咲くころに」小桃音まい  | 「The fiest snow」Legend Of face                                    |
| 4月  | 沢城みゆき   | 「We wanna R&R SHOW」GRANRODEO    |                                                                     |
| 5月  | 日笠陽子     | 「D&D」バニラビーンズ             | 「バタフライエフェクト」矢住夏菜                                    |
| 6月  | 下野紘       | 「MAXIMIZER」JAM Project          | 「Sunshine Girl」中島愛                                             |
| 6月  | 花澤香菜     | 「MAXIMIZER」JAM Project          | 「Sunshine Girl」中島愛                                             |
| 7月  | 今井麻美     | 「シャングリラ」今井麻美          | 「Freedom Dreamer」茅原実里                                         |
| 8月  | 柿原徹也     | 「Movement of magic」麻生夏子     | 「rebellion anthem」妖精帝國                                        |
| 9月  | 花澤香菜     | 「コズミック☆UNIVERSE」小桃音まい | 「恋しさと せつなさと 心強さと」m.o.v.e                             |
| 10月 | 週替わり     | 「HONEY TEE PARTY!」新谷良子      | 「ヰシン志士」ELEKITER ROUND ø                                      |
| 11月 | 浪川大輔     | 「COLOR SANCTUARY」今井麻美       | 「ヰシン志士」ELEKITER ROUND ø                                      |
| 12月 | 金元寿子     | 「Shining gate」彩音              | 「Love Festival」テニプリオールスターズ                             |

- 10月4日：櫻井孝宏
- 10月11日：下野紘
- 10月18日：寿美菜子
- 10月25日：神田理江
- 12月13日：福山潤

### 2011年
| 月   | ナレーション | オープニングテーマ                            | エンディングテーマ                                 |
| ---- | ------------ | --------------------------------------------- | -------------------------------------------------- |
| 1月  | 牧野由依     | 「プラチナLover's Day」田村ゆかり             | 「終末のフラクタル」飛蘭                           |
| 2月  | 松来未祐     | 「Prayer」伊藤静                              | 「Voice」斎賀みつき feat.JUST                      |
| 3月  | 週替わり     | 「ラグランジュ☆ポイント」小桃音まい           | 「miracle fruit」栗林みな実                        |
| 4月  | 一木千洋     | 「You May Dream」LISP                         | 「SUPERNOVA」GRANRODEO                             |
| 5月  | 平野文       | 「夜空を見上げて 〜Lost Romantics〜」大橋歩夕 | 「晴れのちハレ!」富田麻帆                          |
| 6月  | 鳥海浩輔     | 「UNLOCKER!」新谷良子                         | 「YOU GET TO BURNING」M.O.E.（寺島拓篤&羽多野渉）  |
| 7月  | 前野智昭     | （※週替わり）                                 | （※週替わり）                                      |
| 8月  | 鈴村健一     | 「DREAM SHOOTER」Sea☆A                        | 「明日晴れたら」azusa                              |
| 9月  | 喜多村英梨   | 「SEA OF STARS」GRANRODEO                     | 「LOVE SHOWER ／ m.o.v.e feat. 田村ゆかり」m.o.v.e |
| 10月 | 水野らむね   | 「Precious tone」麻生夏子                     | 「猫とハーブティと音楽と」Fairy Story              |
| 11月 | 羽多野渉     | 「Aroma of happiness」今井麻美                | 「タイニーローグ」伊藤かな恵                       |
| 12月 | 寿美菜子     | 「はじまりの日に」羽多野渉                    | 「虹を超えて天までとどけっ!」T-Pistonz+KMC         |

- 3月7日：喜多村英梨
- 3月14日：沢城みゆき
- 3月21日：戸松遥
- 3月28日：悠木碧
- 12月5日：寺崎裕香

※2011年7月度テーマソング
- 7月4日
  - OP：「るんるんりる らんらんらら」小林ゆう
  - ED：「蒼穹」angela
- 7月11日
  - OP：下川みくに
  - ED：牧野由依
- 7月18日
  - OP：麻生夏子
  - ED：今井麻美
- 7月25日
  - OP：「God only knows〜集積回路の夢旅人」ELISA
  - ED：「同じ時代に生まれた若者たち」腐男塾

### 2012年
| 月   | ナレーション | オープニングテーマ                              | エンディングテーマ                                  |
| ---- | ------------ | ----------------------------------------------- | --------------------------------------------------- |
| 1月  | 週替わり*1   | 「MARIA」ELEKITER ROUND φ                       | 「STUDY×STUDY」StylipS                              |
| 2月  | 近藤孝行     | 「sense of wonder」梶裕貴                       | 「ダイアの花」m.o.v.e                               |
| 2月  | 久保田恵*1   | 「sense of wonder」梶裕貴                       | 「ダイアの花」m.o.v.e                               |
| 3月  | 東山奈央     | 「Fly Away」大橋歩夕                            | 「雫 -shizuku-」南里侑香                            |
| 4月  | 下野紘*1     | 「Hasta La Vista」今井麻美                      | 「Celestial Diva」茅原実里                          |
| 4月  | 上坂すみれ   | 「Hasta La Vista」今井麻美                      | 「Celestial Diva」茅原実里                          |
| 5月  | 梶裕貴       | 「messenger」鈴村健一                           | 「雨ときどき晴れのち虹」風男塾                      |
| 6月  | 谷山紀章     | 「Architect」寺島拓篤                           | 「禁断無敵のだーりん」アフィリア・サーガ・イースト  |
| 7月  | 小野友樹     | 「Raise」小倉唯                                 | 「リアル☆Starter」奥井雅美                          |
| 8月  | 週替わり*1   | 「ビギナードライバー」伊藤かな恵                | 「ポジティヴマンタロウ」鈴村健一                    |
| 9月  | 野川さくら   | 「Hello!」梶裕貴                                | 『BEST ALBUM』より週替わりでOA*2 堀江由衣           |
| 10月 | 加藤英美里   | 「ウェィカッ!!」ゆいかおり                      | 「ひとひらの願い」 茅原実里                         |
| 11月 | 岩田光央     | 「Precious Sounds〜風が残していった〜」今井麻美 | 「SURVIVE!!」アフィリア・サーガ・イースト           |
| 12月 | 週替わり*1   | 「VS」D.A.T（小野大輔&近藤孝行）                | 「微レ存 〜フルボッコの神降臨〜（寿限無）」小林ゆう |

*1
- 1月9日：小倉唯（アニソンぷらすLIVE2012アシスタント、StylipSメンバー）
- 1月16日：angela
- 1月23日：立花慎之介（ELEKITER ROUND φメンバー）
- 1月30日：能登有沙（StylipSメンバー）
- 2月13日：久保田恵（『ダンボール戦機W』山野バン役）
- 4月2日[注釈 19] ：下野紘[注釈 20] & 高岩秀明（番組プロデューサー）
- 8月6日：金元寿子
- 8月13日：森久保祥太郎（「NARUTO -ナルト-」シリーズ 奈良シカマル役）
- 8月20日：釘宮理恵（「FAIRY TAIL」 ハッピー役）
- 8月27日：岩田光央[注釈 21]
- 12月3日：寺崎裕香（『イナズマイレブンGO』松風天馬役） & 久保田恵（『ダンボール戦機W』山野バン役）
- 12月10日：平野綾（「アニソンぷらす」初回時ゲスト、2013年1月度ナレーション）
- 12月17日：金田朋子
- 12月24日：藤田咲
- 12月31日：（※放送なし）

*2 2012年9月度エンディングテーマ（歌：堀江由衣、『BEST ALBUM』（DISC1）収録曲）
- 9月3日：「Love Destiny」（DISC1-1）
- 9月10日：「ヒカリ」（DISC1-6）
- 9月17日：「バニラソルト」（DISC1-9）
- 9月24日：「夏の約束」（DISC1-15）

### 2013年
| 月  | ナレーション | オープニングテーマ                       | エンディングテーマ                                                                               |
| --- | ------------ | ---------------------------------------- | ------------------------------------------------------------------------------------------------ |
| 1月 | 平野綾       | 「星間飛行」 covered by 岩男潤子         | 1月7日・14日：「For フルーツバスケット」rino 1月21日・28日：「少年時代」Platinum Voice All Stars |
| 2月 | 岸尾だいすけ | 「キャンディーテレポーテーション」Sweety | 「蛍火」原由実                                                                                   |
| 3月 | 今井麻美     | 「Shiny Blue」ゆいかおり                 | 「悲しみそれは笑顔の理由」岩男潤子                                                               |

## 特集ゲスト
下記リンク先のバックナンバーページを参照。
- 2008年
- 2009年
- 2010年（1〜3月）
- 2010年以降（4月〜2013年3月）

## 特別番組
「アニソンぷらすSP」
2008年7月26日 土曜 26:19 - 26:50
ゲスト：水木一郎
ナレーション：野中藍

「アニソンぷらす 時間拡大 しかもちょっと早めのスタートSP」
2008年12月29日 月曜 26:00 - 26:55
「あにてれ もばいる」の年間ダウンロードランキングTOP 50を発表した。
MC：アメリカザリガニ、亜矢乃
ゲスト：野中藍、かかずゆみ、栗林みな実
アシスタント：桃知みなみ
ナレーション：新谷良子（2008年12月ナレーション）

「アニソンぷらす ライブ初挑戦SP」
2010年1月1日 金曜 26:10 - 27:40（90分）
MC：アメリカザリガニ、野中藍（兼ゲスト）
ゲスト：ELISA、angela、竹内順子、Berryz工房、下川みくに、北神未海（CV小川真奈）with MM学園合唱部、SQUAREHOOD、T-Pistonz+KMC、小桃音まい、Legend Of Face、新谷良子（出演順）
特別出演：王族BAND
特別歌の出演：広橋涼（2009年8月ナレーション）
ナレーション：杉田智和（2009年12月ナレーション） 
- びわ湖放送でも同時ネット、BSジャパンでは2日遅れで同年1月3日（24:00 - 25:30）に放送され、同局では最後の放送となった。AT-Xでも3部構成に分割して1月7日に放送された。
- 番組初のスタジオライブ決行、トークとアーティストの歌の構成で行われた。
- この回のネット配信は無かった。

「アニソンぷらすLIVE2011 そうだったのか! ゲゲゲのアニソンぷらすでゲソでぜよ! 48なう! そんなタイトルで大丈夫か? 大丈夫だ! 問題ない! SP」
2011年1月3日 月曜 25:30 - 27:30（120分）
MC：アメリカザリガニ、戸松遥
ゲスト：麻生夏子、ULTRA-PRISM、許斐剛、下川みくに、新垣樽助（トークゲスト）、スマイレージ、T-Pistonz+KMC、Berryz工房、牧野由依（50音順）
ナレーション:浪川大輔（2010年11月ナレーション）
- 前回に続き、びわ湖放送にも同時ネットされ、AT-Xでも4部構成に分割して1月11日に放送された。
- 前回と同様、この回のネット配信は無かった。

「AT-X Presents アニソンぷらす LIVE2012」
2012年1月2日 月曜 24:30 - 25:30（60分）
MC：アメリカザリガニ、小倉唯
ゲスト：AKINO with bless4、石川智晶、The Sketchbook、スフィア、T-Pistonz+KMC、七森中☆ごらく部（50音順）
ナレーション:小野大輔（2010年3月ナレーション）
- 前回に続き、びわ湖放送でも放送されたが、前回と違いテレビ東京から19日遅れの21日25:50 - 26:50の遅れネットとなった一方、今まで同番組未ネットだったテレビせとうちおよびTVQ九州放送にて同時ネットされた。AT-Xでも同年1月29日22:00 - 23:00に放送された。なお、2013年3月末で終了することになったことから、テレビ東京系列局で当番組が（レギュラー版も含め）放送された、最初で最後のケースとなった。